# 투풍가티토산

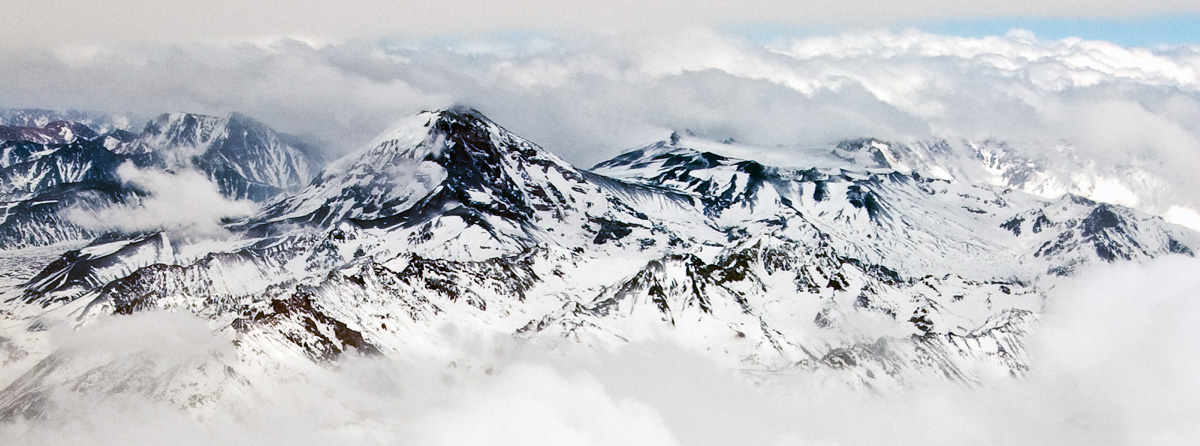

투풍가티토산(Tupungatito)은 칠레의 안데스산맥에 있는 성층화산으로, 활동을 여전히 하고 있는 활화산이다. 이 화산은 정상 부위가 평퍼짐하며, 그 가장자리에 분화구가 있다. 분화구에는 파란색 원형 화구호가 있는데, 그곳 주변에서는 아직도 증기가 나온다. 화구벽에 유황이 있기 때문이다. 유황 호수는 황 성분이 많다. 분화를 할 가능성은 없다. 칠레와 아르헨티나의 국경에 위치해 있다. 그리고 화구호 옆에 분화구가 또 있는데, 그곳에서도 역시 증기가 나온다. 옆에는 투풍가토산이 있다.